# Catalysis Letters
Catalysis Letters, üblicherweise mit Catal. Lett. abgekürzt, ist eine wissenschaftliche chemische Fachzeitschrift, die seit 1988 erscheint. Gábor A. Somorjai und Hans-Joachim Freund sind die Chefredakteure der Zeitschrift. Die in englischer Sprache erscheinende Peer-Review-Fachzeitschrift wird von Springer herausgegeben. Die in der Zeitschrift veröffentlichten Artikel befassen sich vor allem mit dem Gebiet der heterogenen, der homogenen sowie der Biokatalyse.
Die Forschungsberichte werden meist im Brief-Format veröffentlicht. Eingeschickte  Beiträge durchlaufen innerhalb von drei Wochen ein Schnell-Peer-Review-Verfahren. Es werden aber auch vollständige Artikel in begrenzter Anzahl veröffentlicht.
Der Impact Factor lag für das Jahr 2020 bei 3,186. Nach der Statistik des ISI Web of Knowledge wurde das Journal 2014 in der Kategorie physikalische Chemie an 63. Stelle von 139 Zeitschriften geführt.